# NGC 6753
NGC 6753 é uma galáxia espiral (Sb) localizada na direcção da constelação de Pavo. Possui uma declinação de -57° 02' 56" e uma ascensão recta de 19 horas, 11 minutos e 23,7 segundos.
A galáxia NGC 6753 foi descoberta em 5 de Julho de 1836 por John Herschel.